# Shahrestān di Qom
Lo shahrestān di Qom (in farsi شهرستان قم) è l'unico shahrestān della provincia di Qom, con cui quindi coincide territorialmente.
Il capoluogo è Qom. Lo shahrestān è suddiviso in 5 circoscrizioni (bakhsh): 
- Centrale (بخش مرکزی), con le città di Qom e Qanavat.
- Ja'farabad (بخش جعفرآباد), con la città di Ja'fariyeh.
- Khalajestan (بخش خلجستان), con la città di Dastjerd.
- Nofel Loshato (بخش نوفل لوشاتو), o Kahak (بخش کهک), con la città di Kahak.
- Salafchegan(بخش نوفل سلفچگان)

| Mappa                                                              | Shahrestān | Riferimenti           | Circoscrizioni (bakhsh) | Capoluogo |
| ------------------------------------------------------------------ | ---------- | --------------------- | ----------------------- | --------- |
|                                                                    |            |                       |                         |           |
| Qom                                                                | Q          | Centrale              | Qom                     |           |
| Qom                                                                | j          | Ja'farabad            | Qom                     |           |
| Qom                                                                | kh         | Khalajestan           | Qom                     |           |
| Qom                                                                | n          | Nofel Loshato (Kahak) | Qom                     |           |
| Qom                                                                | s          | Salafchegan           | Qom                     |           |
| Province confinanti: E: Esfahan, M: Markazi, S: Semnan, T: Teheran |            |                       |                         |           |